# 16124 Timdong
16124 Timdong este un asteroid din centura principală de asteroizi.

## Descriere
16124 Timdong este un asteroid din centura principală de asteroizi. A fost descoperit pe 7 decembrie 1999 la Socorro, New Mexico, în cadrul proiectului LINEAR. Asteroidul prezintă o orbită caracterizată de o semiaxă mare de 2,39 ua, o excentricitate de 0,16 și o înclinație de 1,6° în raport cu ecliptica.